# Obliquity
Obliquity ist ein Musikalbum von Steve Noble, John Edwards und Alan Wilkinson. Die am 19. Oktober 2006 in den Ping Pong Studios in London entstandenen Aufnahmen erschienen am 7. Mai 2007 auf Bo’Weavil Recordings.

## Hintergrund
Obliquity (deutsch „Schrägheit“) ist das erste Album, auf dem der Schlagzeuger Steve Noble, der Bassist John Edwards und der Saxophonist Alan Wilkinson zusammen spielten. Die Verbindung kam durch Zufall zustande, als Lol Coxhill für einen Trio-Auftritt in Wilkinsons Club Flim Flam verhindert war und Wilkinson als Ersatz einsprang. Mit Live at Cafe Oto (2009) setzten Alan Wilkinson, John Edwards und Steve Noble ihre Zusammenarbeit fort.

## Titelliste
- Steve Noble / John Edwards / Alan Wilkinson: Obliquity (Bo’Weavil Recordings weavil23LP)[2]

1. Obliquity 18:15
2. Drag Head 12:27
3. South of 4 3:26
4. Cuttin the P Nut 13:05
5. Kwakm’Bababli Stomp 8:50

Die Kompositionen stammen von Steve Noble, John Edwards und Alan Wilkinson.

## Rezeption

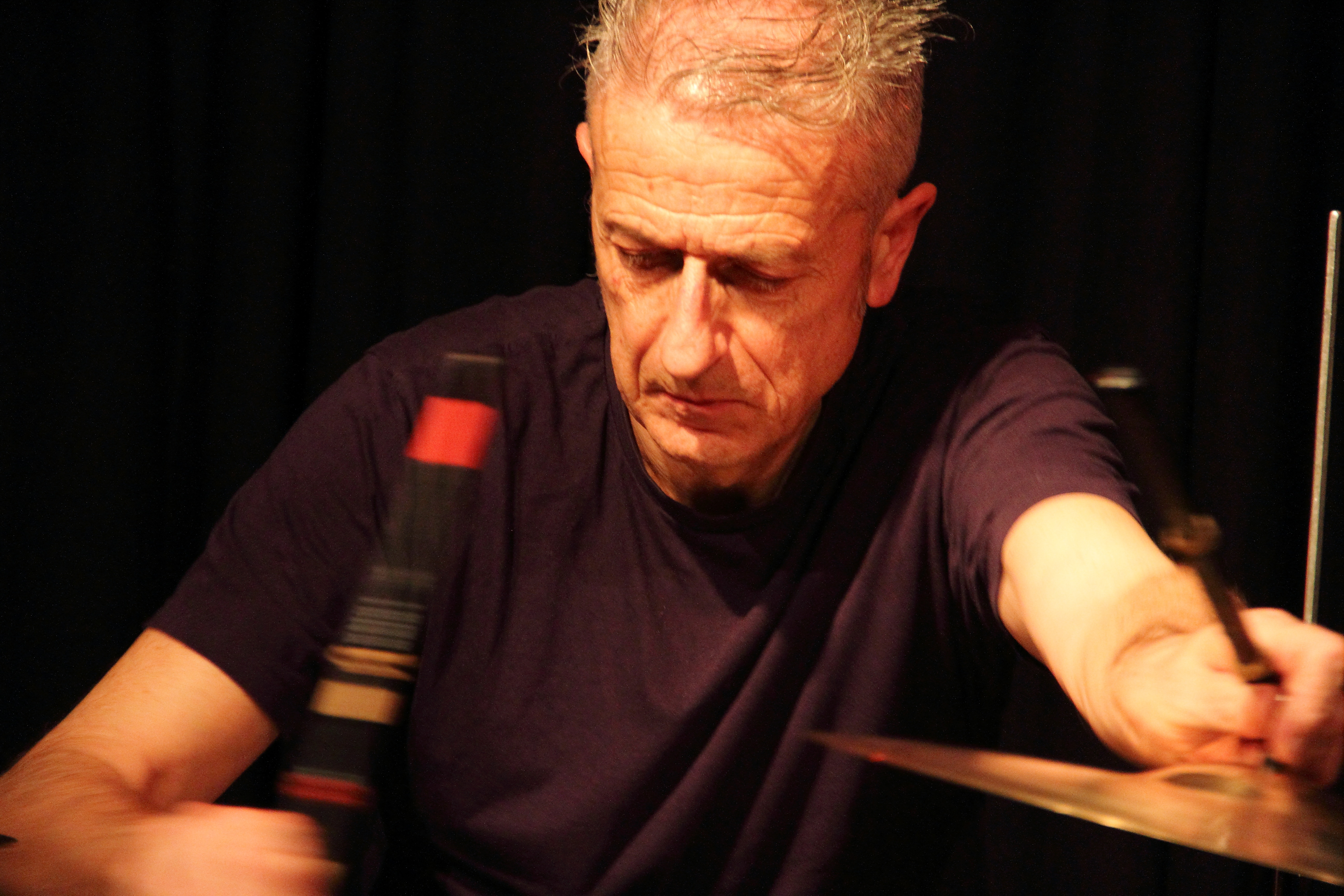
Schlagzeuger Steve Noble beim Konzert im club W71, Weikersheim 2016

Nach Ansicht von John Eyles, der das Album in All About Jazz rezensierte, würden wie erwartbar die drei Musiker hier nicht enttäuschen; von den ersten Tönen an würde man sich in einem Programm voll aufgedrehter, glühender Musik befinden. Diese bewege sich an der Grenze zwischen Improvisationsmusik und Free Jazz, mit einem Fuß auf jeder Seite dieser Grenze. Alle drei Spieler seien Stammgäste der Londoner Improvisationsszene und meisterhaft darin, mit jedem zu jeder Zeit einen Sturm zu entfachen. Die Musik hier zeige diese Fähigkeiten, bleibe aber auch der langen Tradition des Free Jazz treu. Als Schlagzeuger sei Steve Noble Rhythmus und Drive nicht abgeneigt. John Edwards wiederum sei ein „Chamäleon von Bassist“, der sich scheinbar an jedes Ensemble anpassen und es verbessern könne. Wenn sich die Gelegenheit ergebe – wie hier häufig – könne das Paar eine furchterregende Dynamik erzeugen.
Wilkinson würde besondere Erwähnung verdienen, so Eyles weiter. Er sei immer zu 100 % engagiert und mache jede musikalische Begegnung lebendig. Sein Ton am Saxophon sei typisch für ihn; seine raue, harte Kante dulde keinen Widerspruch. In Verbindung mit dem fließenden Schwall von Tönen, die er hervorbringe, garantiere dies ein aufregendes Hörerlebnis. Auf dem Titel „Kwakm'bababli stomp“ würden Wilkinsons wilde, dröhnende, wortlose Vocals die gleiche Aufregung erzeugen wie sein Saxophonspiel.